# 細河区
細河区（さいが-く）は中華人民共和国遼寧省阜新市に位置する市轄区。

## 行政区画
6街道弁事処、1鎮、1管委会を管轄する。
- 街道弁事所：西苑街道、北苑街道、東苑街道、学苑街道、中苑街道、華東街道
- 鎮：四合鎮
- 六家子管委会

## 交通

### 鉄道
- 中国国家鉄路集団
  - 京瀋旅客専用線
    - 阜新駅

### 道路
- 高速道路
  -  奈営高速道路（中国語版）
- 国道
  -  G101国道